# Pilea lancifolia
Pilea lancifolia är en nässelväxtart som beskrevs av Joseph Dalton Hooker. Pilea lancifolia ingår i släktet pileor, och familjen nässelväxter. Inga underarter finns listade i Catalogue of Life.